# Un amour impossible
Un amour possible (bra: Uma Amor Impossível) é um filme de 2018 dirigido por Catherine Corsini. Foi baseado no romance best-seller de 2015 de mesmo nome de Christine Angot. No Brasil, foi lançado pela A2 Filmes nos cinemas em 23 de agosto de 2019. Foi apresentado em 2020 no Festival Varilux em Casa.

## Sinopse
O filme narra a vida da trabalhadora de escritório Rachel quando ela se apaixona pelo rico Philippe, dessa relação ela tem sua filha Chantal e cria Chantal como mãe solteira enquanto mantém um relacionamento complicado com Philippe.

## Elenco
- Virginie Efira - Rachel Steiner
- Niels Schneider - Philippe Arnold
- Jehnny Beth - Chantal
  - Ambre Hasaj - Chantal 3/5 anos de idade
  - Sasha Alassandri-Torrès Garcia - Chantal com 6/8 anos
  - Estelle Lescure como Chantal na adolescência

## Recepção
Na França, o filme tem uma nota média de 3,7/5 no AlloCiné calculada a partir de 32 resenhas da imprensa. No site agregador de críticas Rotten Tomatoes, 100% das 21 resenhas dos críticos são positivas, com uma classificação média de 7,7/10.
Em sua crítica na revista Empire, Ian Freer disse que "An Impossible Love é uma versão moderna do melodrama, cheia de momentos fortes, narrativa acessível e ancorada por uma incrível virada de Efira embrulhada em uma repreensão pungente de rejeição de classe."
No jornal The Irish Times, Donald Clarke disse que "há esforços incidentais para oferecer comentários sócio-históricos sobre a França em tempos turbulentos. Mas é a caracterização que realmente prende a atenção."